# Marco Né
Marco Taddei Né (Abidjan, 17 luglio 1983) è un ex calciatore ivoriano, di ruolo centrocampista.

## Carriera

### Club
Durante la sua carriera ha giocato con varie squadre di club, tra cui anche l'Olympiacos, con cui conta 14 presenze.

### Nazionale
Nel 2004 giocò la sua unica partita con la Nazionale ivoriana.

## Palmarès
- Campionato ivoriano: 2

ASEC Mimosas: 2002, 2003
- Coppa della Costa d'Avorio: 1

ASEC Mimosas: 2003
- Campionato greco: 2

Olympiakos: 2006-2007, 2007-2008
- Coppa di Grecia: 1

Olympiakos: 2007-2008
- Supercoppa di Grecia: 1

Olympiakos: 2007